# Fotowiderstand

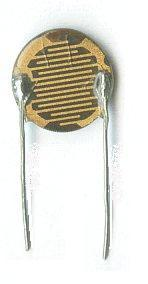
CdS-Fotowiderstand, unten das Schaltsymbol

Ein Fotowiderstand, auch Photowiderstand oder LDR von englisch Light Dependent Resistor, ist ein lichtempfindlicher elektrischer Widerstand. Je mehr Licht auf den Fotowiderstand fällt, desto kleiner wird sein Widerstand. Im Vergleich zu anderen lichtempfindlichen elektronischen Bauelementen wie Fotodioden reagieren Fotowiderstände sehr langsam.

## Aufbau

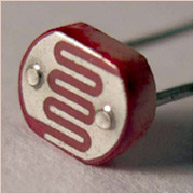
Fotowiderstand aus Cadmiumselenid

Auf eine Keramik-Unterlage wird eine dünne Schicht aus dem fotosensitiven Halbleitermaterial aufgebracht, indem ein Pulver aufgesintert wird. Die elektrischen Anschlüsse bestehen aus zwei anschließend aufgebrachten kammartigen Metallflächen, die sich gegenüberstehen. Dadurch hat die Struktur der lichtempfindlichen Schicht die Form eines Mäanders, der quer zum Verlauf vom Fotostrom durchflossen wird.
Die gesamte Anordnung wird mit Anschlussdrähten versehen und mit transparentem Kunstharz beschichtet oder vergossen. Auch hermetisch dichte Metallgehäuse mit Glasfenster und Glasdurchführungen sind gebräuchlich.

## Materialien
Fotowiderstände bestehen oft aus einer Cadmiumsulfid- (CdS)  oder Cadmiumselenid-Schicht (CdSe), die etwa die gleiche Farbempfindlichkeitskurve wie das menschliche Auge oder Fotofilme hat.
Cadmiumsulfid weist bei einer Wellenlänge von 520 nm, Cadmiumselenid bei 730 nm die maximale Empfindlichkeit auf.
Für Infrarot werden Materialien wie Bleisulfid (spektrale Empfindlichkeit bei Wellenlängen von 0,3 bis 3,5 µm) und Indiumantimonid (Wellenlänge 4,5 bis 6,5 µm) verwendet.

## Funktion

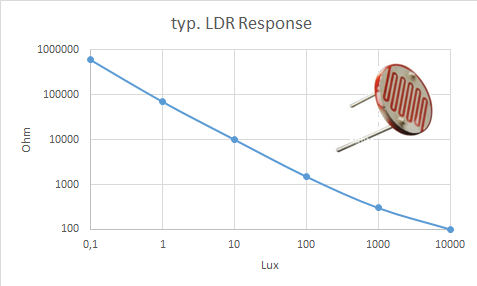
Typische Kennlinie eines Fotowiderstandes nach

Bei Halbleitern, die für LDRs geeignet sind, wird nicht der innere Fotoelektrische Effekt genutzt, sondern Übergänge zu Störstellen. Wenn durch das Licht eine Störstelle ionisiert wird, wirkt diese für einige Millisekunden wie eine Dotierung und erhöht die elektrische Leitfähigkeit. Durch die relativ lange Zeit, die es dauert, die Störstelle wieder zu neutralisieren, erhält man eine hohe Empfindlichkeit, aber auch die langsame Reaktion. Wegen der Beteiligung der Störstellen ist die Fotoleitung nicht nur vom Basismaterial, sondern auch von der Mikrostruktur und von Verunreinigungen abhängig.

## Eigenschaften
Wenige, auch nach langer Abdunkelung verbleibende, freie Ladungsträger verursachen einen Dunkelstrom. Dieser kann durch niedrigere Temperatur verringert werden.
Fotowiderstände werden durch folgende Parameter gekennzeichnet:
- Dunkelwiderstand (Widerstandswert des Fotowiderstands bei Dunkelheit), typisch 1 MΩ bis 100 MΩ; wird erst nach mehreren Sekunden Dunkelheit erreicht
- Hellwiderstand (Widerstandswert des Fotowiderstands bei 1000 lx), typisch 100 Ω bis 2 kΩ
- Ansprechzeit (Zeit, die nach Einschalten einer Beleuchtungsstärke von 1000 Lux nach Dunkelheit vergeht, bis der Strom 65 % seines spezifizierten Wertes erreicht hat), typischer Wert 1 bis 3 ms
- Spektralbereich (materialabhängige spektrale Empfindlichkeitskurve)
- Nachteil: Temperaturempfindlichkeit

## Ehemalige Anwendungen
CdS- und CdSe-Fotowiderstände wurden beispielsweise in Belichtungsmessern und in Dämmerungsschaltern eingesetzt, um mit geringem technischem Aufwand auch geringe Beleuchtungsstärken messen zu können – die spektrale Empfindlichkeit stimmt gut mit der Hellempfindlichkeitskurve des Auges überein. Die Verwendung bot sich an, wenn keine schnellen Reaktionszeiten gefordert sind. Die gekrümmte Kennlinie gestattet zum Beispiel, über 4 Größenordnungen die Beleuchtungsstärke anhand der Spannung an einem Spannungsteiler zu bestimmen.
Da LDR träge sind und sich in erster Näherung wie lineare ohmsche Widerstände verhalten, wurden Optokoppler mit Fotowiderständen in Audiokompressoren und spannungsgesteuerten Filtern (z. B. Phaser) eingesetzt.
Durch die Einschränkungen, welche sich durch die RoHS-Richtlinien ergeben und unter anderem eine Beschränkung der Verwendung bestimmter gefährlicher Stoffe wie Cadmium und Blei in Elektro- und Elektronikgeräten umfassen, und durch den Umstand, dass durch technologische Verbesserungen funktionell gleichwertige Bauelemente wie Photodioden und Fototransistoren preiswert zur Verfügung stehen, sind Fotowiderstände in praktischen Anwendungen weitgehend bedeutungslos geworden. Ausnahmen für den Handel von cadmiumhaltigen Fotowiderständen sind am 31. Dezember 2009 ausgelaufen.